# Michaił Biernadski
Michaił Biernadski (ur. 1 października 1977) – białoruski bokser, brązowy medalista Mistrzostw Europy z Puli, olimpijczyk z Aten.

## Kariera amatorska
W 2004 r., Biernadski zdobył brązowy medal na Mistrzostwach Europy w Puli. W 1/8 finału, Białorusin pokonał Odiseas Saridis, reprezentanta Grecji przez RSCO w drugiej rundzie. W walce ćwierćfinałowej, gdzie dla wygranego był gwarantowany brązowy medal i udział podczas Igrzysk Olimpijskich w Atenach, Biernadski pokonał Fina Jussi Koivulę przez RSCO w trzeciej rundzie. W półfinale Białorusin przegrał z Vitalim Tajbertem na punkty. Podczas Igrzysk Olimpijskich, Biernadski w pierwszym swoim pojedynku pokonał na punkty (32:18), mistrza Igrzysk Panamerykańskich, Kolumbijczyka Likara Ramosa. Białorusin odpadł w następnym pojedynku, przegrywając z Rumunem Viorelem Simionem.

## Kariera zawodowa
Na zawodowym ringu zadebiutował 9 lutego 2010 r., wygrywając w debiucie przez techniczny nokaut w 2. rundzie z innym debiutantem. Ogólnie na zawodowym ringu stoczył 6 walk, 5 zwyciężając i jeden raz remisując przez techniczną decyzję.

## Walki olimpijskie 2004 - Ateny
| Etap | Przeciwnik    | Wynik |
| ---- | ------------- | ----- |
| 1/32 | Likar Ramos   | 32:18 |
| 1/16 | Viorel Simion | 13:38 |